# Antonio Sanabria
Antonio Sanabria, född 4 mars 1996 i San Lorenzo, är en paraguayansk fotbollsspelare som spelar för Torino.

## Klubbkarriär

### Barcelona
Sanabria började med att spela futsal för att senare flytta över till fotboll. Han anslöt till Cerro Porteños juniorlag 2004. År 2007 flyttade han med sina föräldrar till Spanien och började spela för en lokal klubb från Sitges, La Blanca Subur CF. Sanabria anslöt till FC Barcelonas juniorlag under 2009 som 13-åring. Ett år senare flyttade han till La Masias anläggningar och i september 2012 kallades han upp av Tito Vilanova för att träna med a-laget.
I augusti 2013 blev Sanabria uppflyttad till FC Barcelona B i Segunda División. Den 29 september gjorde han sin professionella debut då han spelade de sista 22 minuterna i en hemmaförlust med 1-0 mot RCD Mallorca.
Den 20 november 2013 tackade Sanabria nej till en förlängning av avtalet med Barça. Tre dagar senare gjorde han sin första mål i professionell fotboll, i en match laget dock förlorade med 1-2 hemma mot UD Las Palmas. Han ryktades till Roma och andra som konkurrerade om att värva honom i januari.

### Sassuolo
Den 29 januari 2014 anslöt Sanabria till Serie A-klubben Sassuolo för en övergångssumma på 4,5 miljoner euro samt en 7,5 miljoner euro stor bonus "beroende på spelarens prestation och hans framtida värde". På grund av att Sassuolo redan nått den utländska kvoten meddelades det att Sanabria skulle gå till Roma i juli samma år.
Sanabria gjorde sin Serie A-debut den 23 mars 2014 då han byttes in istället för Davide Biondini i en 0-1-förlust mot Udinese.

### Roma
Sanabria anslöt officiellt till Roma i juli 2014 för 4,926 miljoner euro  (inklusive 2,5 miljoner euro från Roma via Sassuolo till Barcelona). Roma övertog även Sassuolos ansvar att enligt avtalet betala Barcelona upp till 7 miljoner euro i bonusar. Sanabria representerade även Roma i UEFA Youth League 2014-15 där han gjorde två mål i en 3-2-förlust mot Bayern München den 5 november 2014.
Den 8 februari 2015 gjorde Sanabria sin a-lagsdebut för Roma då han ersatte Francesco Totti efter 62 minuter i en 2-1-seger mot Cagliari i Serie A.

#### Sporting de Gijón (lån)
Den 11 augusti återvände han till Spanien, efter att ha godkänt en ettårig låneaffär med La Liga-laget Sporting de Gijón. Sanabria gjorde sin La Liga-debut den 23 augusti 2015 när han fanns med i startelvan i en 0-0-match hemma mot Real Madrid. Han gjorde sina första mål i La Liga den 23 september då han gjorde två mål i en 3-2 bortaseger mot Deportivo de La Coruña.
Sanabria gjorde ett hat trick i en hemmaseger med 3-1 mot UD Las Palmas den 6 december 2015. Han gjorde sedan ytterligare ett den 22 januari 2016 i en 5-1-vinst mot Real Sociedad.

### Torino
Den 31 januari 2021 värvades Sanabria av Torino, där han skrev på ett fyraårskontrakt.

## Landslagskarriär
Efter att ha spelat för Paraguay både på U17- och U20-nivå gjorde Sanabria sin a-landslagsdebut mot Tyskland den 14 augusti 2013.